# Ян Онуфрий Заглоба
Ян Онуфрий Заглоба (пол. Jan Onufry Zagłoba) герба Вчеле — вымышленный герой трилогии исторических романов польского писателя Генрика Сенкевича (романы «Огнём и мечом», «Потоп», «Пан Володыёвский»). Собирательный образ стереотипов о польском шляхтиче: мелочный, хвастливый, имеет склонность к пьянству. В то же время находчивый, остроумный, а также ярый патриот и преданный товарищ. Главный комический персонаж трилогии.
С появления в романе «Огнём и мечом» представляется именем Ян, однако в момент спасения Елены из плена полковника Богуна представляется казакам «дидом Онуфрием». После этого часто именуется таким образом.
Болеслав Прус в своей статье пишет следующее:

Заглоба — фигура великая, наиболее выдающаяся в романе, но нереальная. Он может иметь в себе черты Фальстафа и Одиссея, но не может совмещать их обоих в себе одновременно.
Оригинальный текст (пол.)Zagłoba to wielka figura, najznakomitsza w powieści, lecz nierealna. Można bowiem posiadać w sobie pierwiastki z Falstaffa i z Ulissesa, ale nie można być obydwoma razem.

## В трилогии
Небогатый шляхтич-русин Ян Онуфрий Заглоба появляется в романе «Огнём и мечом» со сцены в чигиринской корчме и сразу предстаёт в образе гуляки и пьяницы. О своих приключениях он рассказывает невероятные и часто противоречивые подробности, иногда сам запутываясь в своих выдуманных подвигах. Говорит, что побывал во многих странах к востоку от границы Речи Посполитой, в частности упоминает Крымское ханство, Турцию и Святую землю. Резня в доме Курцевичей пробуждает в Заглобе порядочность. Он обманом крадёт Елену Курцевич из рук Ивана Богуна и спасает её от казаков Хмельницкого у ведьмы Горпины. Испытывает к юной девушке отеческие чувства. Становится близким другом для Яна Скшетуского, Михала Володыёвского и Лонгина Подбипенты. При обороне Збаража убивает казацкого атамана Бурлая.
В «Потопе» Заглоба первым обвинил Януша Радзивилла в предательстве из-за подписанной унии со шведами. Вместе с Володыёвским и Скшетуским присоединяется к конфедератам. Сближается с командирами Чарнецким и Замойским. На пике своего успеха Заглоба избирается региментарем.
В «Пане Володыёвском» Заглоба — уже пожилой шляхтич, помогающий Володыёвскому покинуть монастырь и вернуться к рыцарской жизни.

## Происхождение образа
Польский историк Марцели Косман отмечал в Заглобе некоторые символы мировой литературы. Он находит черты образа в гомеровском Одиссее, в комедии Плавта «Хвастливый воин» и в персонаже Уильяма Шекспира — Фальстафе. Кроме того, на Сенкевича повлияли реальные люди, в частности капитан Рудольф Корвин Пётровский, эмигрировавший в США.

## Киновоплощения
- 1914 — Оборона Ченстоховы (реж. Э. Пухальский) — Александр Зельверович
- 1962 — Огнём и мечом / Col ferro e col fuoco (реж. Ф. Черчио) — Аким Тамиров
- 1969 — Пан Володыёвский (реж. Е. Гофман) — Мечислав Павликовский
- 1969 — Приключения пана Михала (сериал) (реж. П. Коморовский) — Мечислав Павликовский
- 1974 — Потоп (реж. Е. Гофман) — Казимеж Вихняж
- 1999 — Огнём и мечом (реж. Е. Гофман) — Кшиштоф Ковалевский